# Ayaan Hirsi Ali
Ayaan Hirsi Ali, właściwe Ayaan Hirsi Magan (ur. 13 listopada 1969 w Mogadiszu) – holenderska polityczka pochodzenia somalijskiego, w latach 2003–2006 członkini Tweede Kamer z ramienia Partii Ludowej na rzecz Wolności i Demokracji (VVD). Feministka i antyislamska publicystka. Jest przeciwniczką wyrzezania, w dzieciństwie okaleczona w ten sposób.

## Młodość
Jej ojciec, Hirsi Magan Isse, był przeciwnikiem prezydenta Mohammeda Siada Barre, co zmusiło go z rodziną do ucieczki z kraju do Arabii Saudyjskiej, a następnie Etiopii i Kenii, gdzie Ayaan uczęszczała do szkoły średniej. W 1992 r. została zmuszona do poślubienia dalekiego kuzyna mieszkającego w Kanadzie. Po ślubie z Osmanem Musą wyjechała do Niemiec, gdzie miała oczekiwać na wizę do Kanady. Podjęła jednak inną decyzję, postanowiła uciec przed niechcianym małżeństwem do Holandii. Tutaj otrzymała status uchodźcy, a potem obywatelstwo. Rozpoczęła studiowanie nauk politycznych na Uniwersytecie w Lejdzie, pracując dorywczo jako tłumaczka.

## Działalność polityczna w Holandii
We wrześniu 2000 r. otrzymała dyplom ukończenia studiów. W czerwcu 2001 r. podjęła pracę w Instytucie Wiardi Beckmana jako członkini zespołu doradców w politycznym biurze Partii Pracy Wima Koka. Ayaan zajęła się badaniami nad efektami integracji dzieci i wnuków emigrantów w holenderskim społeczeństwie. Po analizie kolejnych aspektów życia społecznego, ogłosiła wnioski – największa liczba bezrobotnych, korzystających z zasiłków, przestępców w Holandii to muzułmanie. Ich słabą integrację Ayaan powiązała z dofinansowaniem przez rząd szkół wyznaniowych (koranicznych).
cyt.: „Holenderski rząd nie powinien finansować szkół koranicznych, ponieważ odrzucały one wartości uniwersalnych praw człowieka. W szkołach tych nie wszyscy są równi. Ponadto nie przestrzega się w nich wolności słowa i sumienia... ... ... Zaniedbywane są przedmioty, które pozostają w sprzeczności z nauczaniem islamu, takie jak ewolucja i seksualność. Nauczanie odbywa się metodą pamięciową, a nie poprzez zadawanie pytań. Wpajana jest także, szczególnie dziewczętom, uległość. Nie wdraża się dzieci do życia w społeczności szkolnej i lokalnej, co powoduje późniejsze trudności integracyjne.”
Zaczęła publikować artykuły o tym, że islamska społeczność w Holandii wcale nie jest tak zintegrowana, jak by chcieli wierzyć politycy. Twierdzi, że polityka integracyjna nie może bazować na równości kultur, kiedy hierarchiczna kultura islamu jest zaprzeczeniem indywidualistycznej kultury Zachodu.
Pisała o kulcie męskości, o przemocy w rodzinie, o podrzędnej pozycji kobiet, o tym, że według niej, mrzonką jest emancypacja islamskiej młodzieży w Holandii, gdy jest wychowywana przez matki-analfabetki i wszechwładnych ojców.
Ubiegała się o zmianę przepisów prawnych i 23 punktu Konstytucji Holenderskiej.
Jej stanowisko nie mogło być reprezentowane przez Partię Pracy. Socjaldemokraci są wprawdzie zwolennikami praw kobiet i ich emancypacji, jednak nie chcieli stać się stroną w tej sprawie, aby nie atakować i nie antagonizować swoich wyborców. Nie mieli z tym problemu liberałowie z partii VVD, mający inny elektorat. W związku z tym w listopadzie 2002 r. Ayaan Hirsi Ali wystąpiła z Partii Pracy i zaczęła kandydować do parlamentu z ramienia Partii Liberalnej. Po wyborach w styczniu 2003 r. została członkinią parlamentu.
Chrześcijański dziennik Trouw pod koniec stycznia opublikował wywiad z nową posłanką Ayaan Hirsi Ali w formie współczesnego komentarza do dziesięciu przykazań. Mówiąc o przykazaniu „Nie będziesz brał imienia Pana Boga swego nadaremnie”, Ayaan powiedziała: „Według mnie to okropne, że ja, żyjąc w demokratycznym państwie, gdzie wolność słowa jest dobrem najważniejszym, ciągle jeszcze mam do czynienia z szantażem zza grobu proroka Mahometa”.
O proroku Mahomecie powiedziała natomiast: „Zgodnie z Waszymi zachodnimi standardami, Muhammad jest osobą perwersyjną, a także tyranem”, „Jeżeli prorok Muhammad poszedł do łóżka z 9-letnią dziewczynką, to zgodnie z holenderskim prawem jest pedofilem.” Odnosiła się przy tym do faktu, że Mahomet w starszym wieku poślubił 6-letnią dziewczynkę, a kazał jej się wywiązać z obowiązków małżeńskich, gdy miała zaledwie 9 lat. Szereg islamskich organizacji i indywidualnych muzułmanów wniosło wtedy oskarżenie o dyskryminację, jednak Hirsi Ali nie była ścigana przez prawo. Według prokuratora, jej krytycyzm nie zawiera żadnych konkluzji w odniesieniu do muzułmanów i wartość ich jako grupy nie została zakwestionowana.
W 2004 r. współpracowała z kontrowersyjnym holenderskim reżyserem Theo van Goghiem nad filmem „Podporządkowanie, cz. 1” o ucisku kobiety w islamskich kulturach. Tytuł odnosi się do pojęcia islam, które oznacza dosłownie „oddanie się Allahowi”. Film był atakowany przez holenderskich muzułmanów, którzy obwołali go obrazą dla islamu. Film pokazuje półnagie kobiety z tekstami z Koranu namalowanymi na ich ciałach. Van Gogh, bardzo krytycznie nastawiony do islamu, otrzymał szereg pogróżek i został zamordowany 2 listopada 2004 r. przez radykalnego muzułmanina. Po tym morderstwie m.in. Ali Hirsi otrzymała ochronę policyjną i anonimowe miejsce zamieszkania.
W 2005 r. została uznana za jedną ze stu najbardziej wpływowych osób w dzisiejszym świecie według tygodnika Time, została mianowana w kategorii „Przywódcy i rewolucjoniści”.
W styczniu 2006 r. została jej przyznana przez europejskich wydawców magazynu Reader’s Digest nagroda „Europejczyk Roku 2006”.

## Skandal azylowy
11 maja 2006 r. w programie telewizji holenderskiej Zembla ujawniono, że Ayaan Hirsi podczas ubiegania się o azyl w 1992 r. podała szereg fałszywych danych – rok urodzenia 1967 zamiast 1969, dane personalne Ayaan Hirsi Ali zamiast Ayyan Hirsi Magan, kraj wyjazdu Somalia (kraj niebezpieczny) zamiast Niemcy czy Kenia (kraje bezpieczne). Ujawnione informacje zostały przez nią potwierdzone, z zastrzeżeniem, że od dłuższego czasu jej prawdziwe dane są jawne, gdyż podała je m.in. w zbiorze esejów wydanym w 2002 r. oraz władzom partii VVD. Niemniej jednak fakt ten zmusił rząd Holandii do ponownego rozpatrzenia decyzji o nadaniu obywatelstwa. Po trzydniowym postępowaniu 15 maja holenderska minister ds. imigracji i integracji Rita Verdonk będąca równocześnie koleżanką Ali z ław poselskich (obie należą do VVD) ogłosiła, że ze względu na kradzież tożsamości (fałszywa data urodzenia i nazwisko) nadanie obywatelstwa jest niebyłe, natomiast zezwolenie azylowe jako wydane 12 lat temu jest ważne. Następnego dnia Ayyan Hirsi ogłosiła swoją rezygnację z mandatu deputowanej, choć i tak miała stracić go w wyniku unieważnienia obywatelstwa. Oznajmiła też o wycofaniu się z polityki i wyjeździe do USA, dokąd zaprosił ją konserwatywny think tank American Enterprise Institute.
Ostatecznie jednak 27 czerwca 2006 minister ds. imigracji Rita Verdonk wycofała się ze wcześniejszej decyzji, deklarując, że według prawa somalijskiego Hirsi Ali miała prawo posługiwać się nazwiskiem dziadka. Oznacza to zachowanie obywatelstwa przez Hirsi Ali.